# شهرك جوب باغان (مقاطعة غيلانغرب)
شهرك جوب‌باغان (بالفارسية: شهرک جوب‌باغان) هي قرية تقع في قسم ديره الريفي في إيران. يقدر عدد سكانها بـ 517 نسمة .